# Símbolos de San Pedro Tlaquepaque
Los Símbolos de Tlaquepaque, son el emblema representativo de este municipio del estado mexicano del estado de Jalisco. La imagen de estos símbolos estás representados por el escudo de armas de la ciudad de Tlaquepaque; otro símbolo de la ciudad es la bandera municipal, colores retomados del escudo de la intendencia de Guadalajara.

## Escudo

Escudo de armas de Tlaquepaque, Jalisco. (México).

Es un escudo de forma española en dos campos azules y de oro intercalados con un yelmo en la cabeza.
En un cuartel está la alfarería de los artesanos de Tlaquepaque, el otro cuartel tiene la orden de San Francisco, en el cuartel inferior izquierdo un pozo y el cuartel inferior derecho tiene las llaves de San Pedro con un gallo.
Por adorno exterior una tarjeta moldurada en verde con trascoles y follajes y dependencias en oro.
El significado de los colores del escudo son los siguientes:
- Oro: hacer el bien a los pobres.
- Azur (azul): servir a los gobernados y fomentar la agricultura.

## Bandera
La bandera de la ciudad de Tlaquepaque es el emblema que representa a esta ciudad y es utilizado por el Ayuntamiento como símbolo representativo de la ciudad.
Dicha bandera consta de 4 campos, azul, amarillo, amarillo y azul respectivamente y en la parte central de la barra amarilla el escudo de armas. El azul de la bandera de Tlaquepaque es del mismo color al de la bandera de Galicia, y no es idéntico al color azul de la bandera de Jalisco.
El significado de los colores de la bandera son los siguientes:
- Oro: hacer el bien a los pobres.
- Azur (azul): servir a los gobernados y fomentar la agricultura.